# أبوسوم فأر برزخي
أبوسوم فأر برزخي (الاسم العلمي:Marmosa isthmica)، هو نوع من الأبوسوم يتواجد في كولومبيا وبنما.